# Ljuboslav Penev
Ljuboslav Mladenov Penev (bulgarsk: Любослав Младенов Пенев ; født 31. august 1966 i Dobritj, Bulgarien) er en tidligere bulgarsk fodboldspiller, der spillede som angriber hos flere bulgarske og spanske klubber, samt for Bulgariens landshold. Af hans klubber kan blandt andet nævnes CSKA Sofia i hjemlandet, samt Valencia CF og Atlético Madrid i Spanien.

## Landshold
Penev spillede i årene mellem 1987 og 1998 62 kampe for Bulgariens landshold, hvori han scorede 13 mål. Han deltog blandt andet ved EM i 1996 og VM i 1998.